# Engoulevent lyre
Uropsalis lyra
Espèce
Synonymes
- Hydropsalis lyra Bonaparte, 1850
(protonyme)

Statut de conservation UICN

 LC  : Préoccupation mineure
L'Engoulevent lyre (Uropsalis lyra) est une espèce d'oiseaux de la famille des Caprimulgidae.

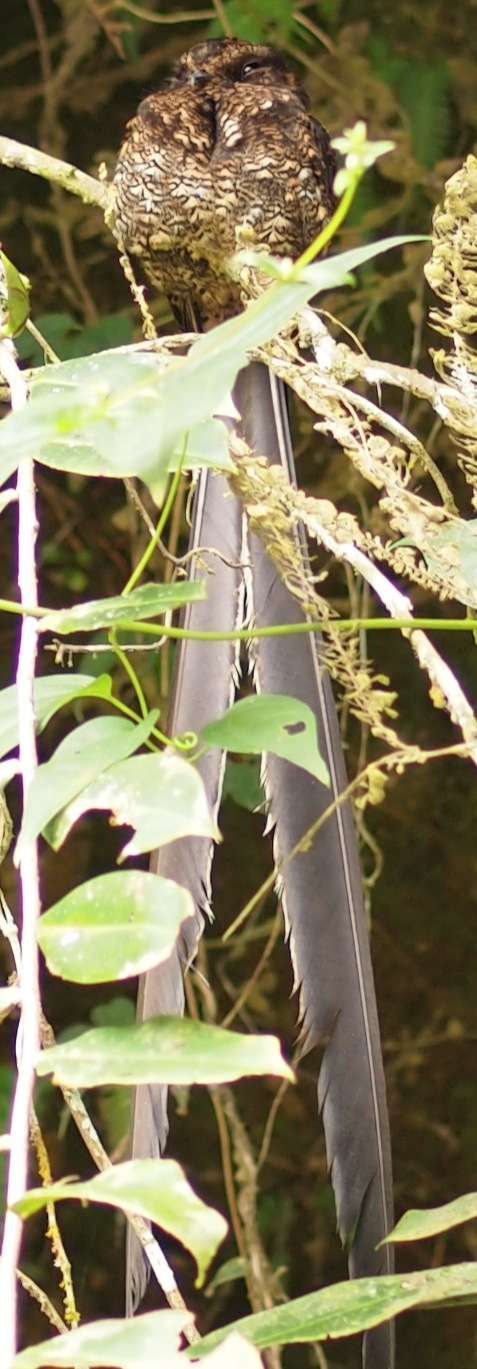
Mindo (Équateur)

## Répartition
Cet oiseau vit dans les Andes du nord et le Yunga.